# تیانپتین
تیانپتین(به انگلیسی: Tianeptine)، که با نام‌های تجاری Stablon و Coaxil فروخته می‌شود، یک ضد افسردگی غیر معمول است که عمدتاً در درمان اختلال افسردگی عمده استفاده می‌شود، اگرچه ممکن است برای درمان اضطراب، آسم و سندرم روده تحریک پذیر نیز استفاده شود.